# Thorvald Nilsen
Thorvald Nilsen, né le 6 août 1881 à Kristiansand et mort le 19 avril 1940 à Buenos Aires, est un officier de marine norvégien et un explorateur polaire. Il a fait partie de l'expédition Amundsen en tant que commandant en second de 1910 à 1913.